# Fritz Merker
Fritz Merker-Schaufelberger (auch Friedrich Merker; * 25. September 1848 in Baden, Kanton Aargau; † 22. Dezember 1926 ebenda) war ein Schweizer Unternehmer.

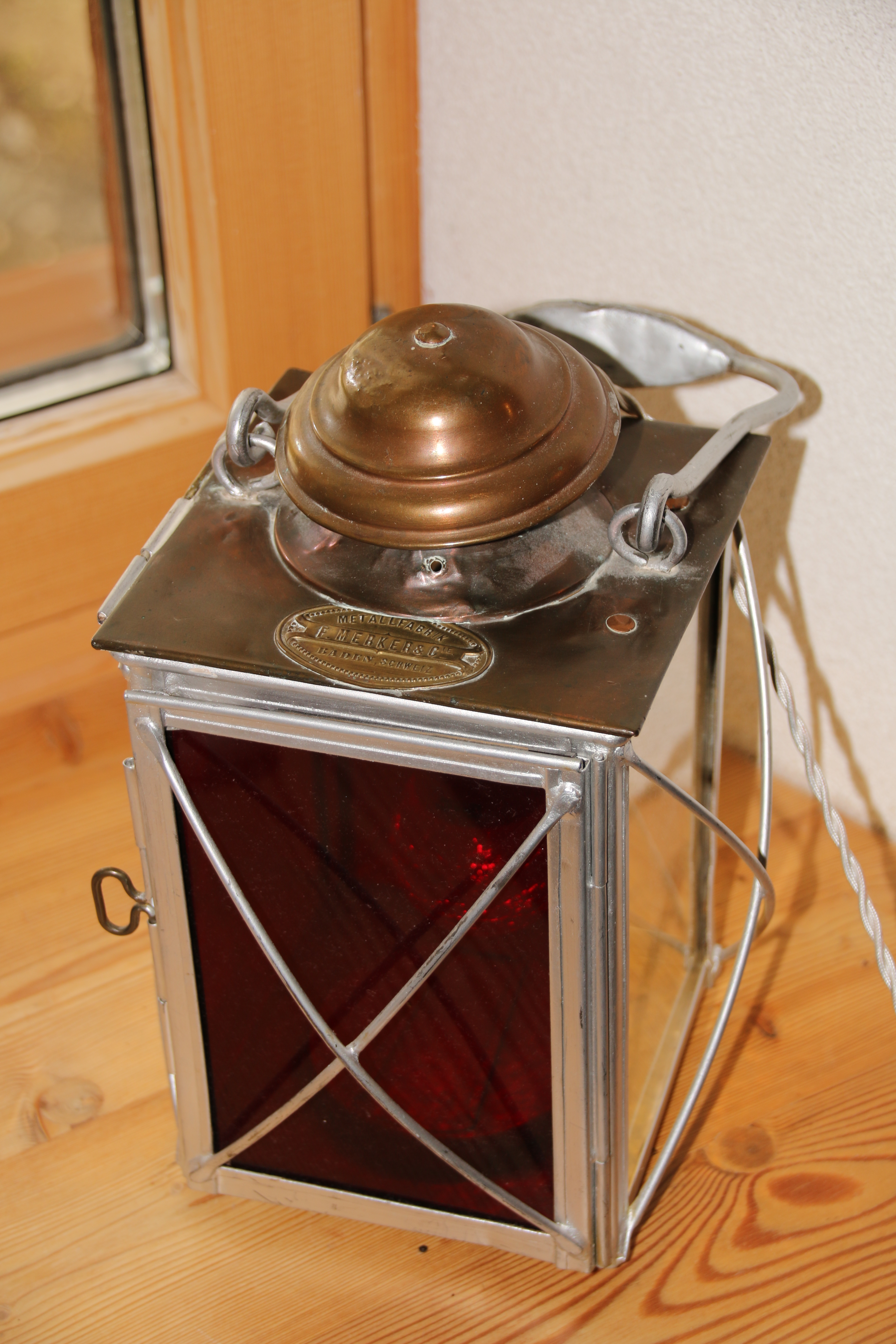
Petroleumlampe der Gotthardbahn von F. Merker & Cie 1896; anderes Bild

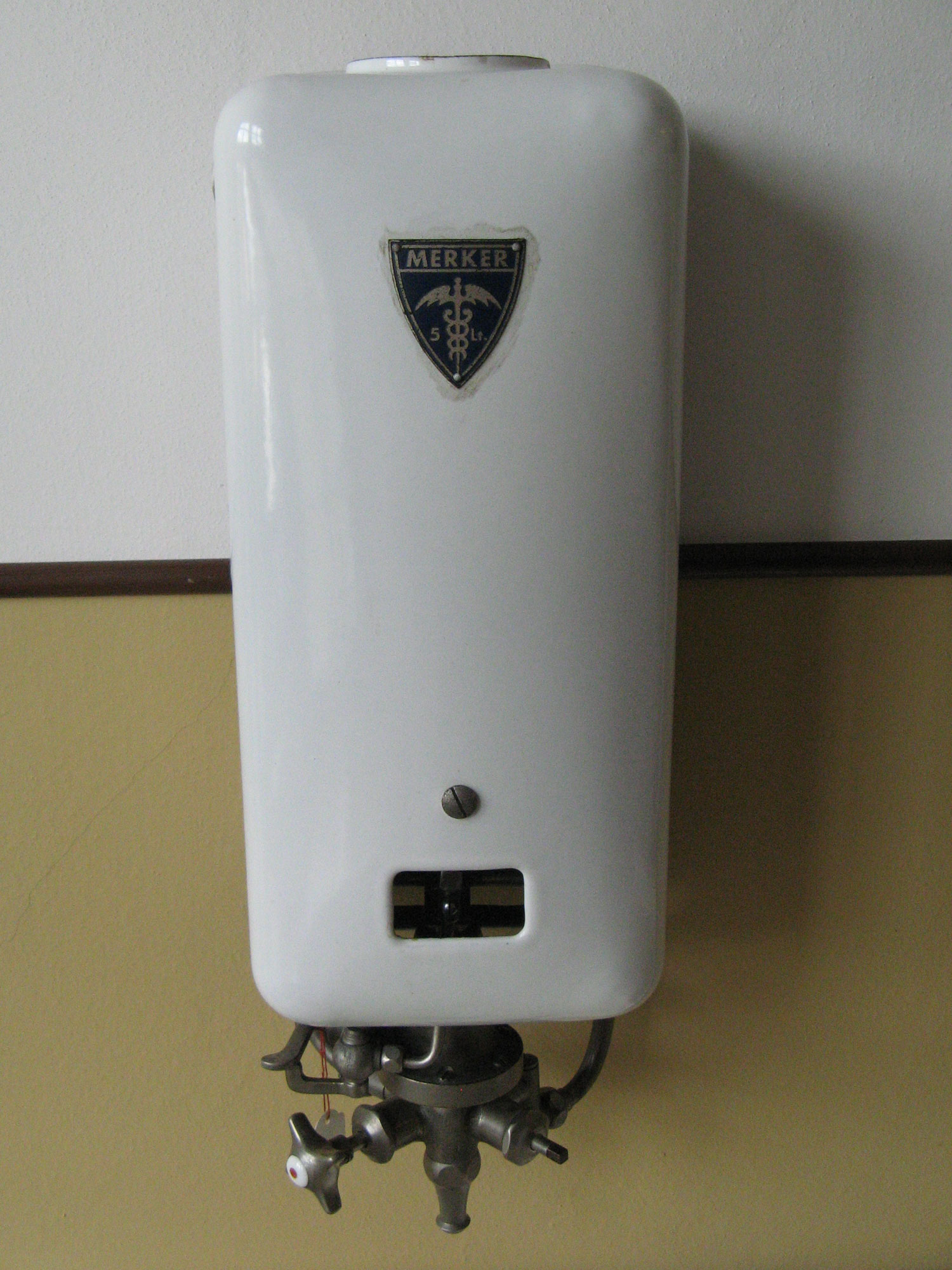
Brenngasbetriebener Durchlauferhitzer mit Zündflamme der Merker AG, ca. 1930.

## Leben und Werk
Merker war der Sohn des aus Berlin stammenden Spenglers Johann Friedrich und der Karoline, geborene Michel. Nachdem Merkel eine Spenglerlehre im väterlichen Geschäft absolviert hatte, ging er auf die Walz, die ihn durch die Schweiz, nach Paris, London, Berlin und andere deutsche Städte führte. Zurückgekehrt, übernahm Merker zusammen mit seinem Freund und Schwager Eduard Meining am 1. April 1873 das väterliche Geschäft und baute es zur Metallwarenfabrik Merker & Meining aus, die heutige Merker AG.
Das Unternehmen stellte zunächst hauptsächlich Petroleumkocher her, später kamen Blechwaren und Artikel für Küche und Haushalt hinzu. Nach Meinings Tod im Jahr 1878 trat Albert Sartory aus Basel in das Unternehmen ein, das sich in Merker & Sartory umbenannte. Im selben Jahr richtete es zwischen der Fabrikhalle und der Direktion die erste Telefonleitung im Kanton Aargau ein. Das Vertragsverhältnis mit Sartory wurde 1889 aufgelöst, die Firma nahm die Rechtsform eines Einzelunternehmens an und hiess nun F. Merker & Cie. Ab 1896 betrieb sie das erste Emaillierwerk der Schweiz. Das Sortiment erweiterte sich um Badewannen, Badeöfen, Boiler und Durchlauferhitzer.
Zudem schuf Merkel eine Geschäftskrankenkasse sowie einen Unterstützungsfonds für Arbeiter und Beamte. Mit seinen zwei engsten Mitarbeitern Tibor Carol und Wilhelm Stocker verband ihn eine lange Freundschaft. Fritz Merker übergab das Unternehmen 1907 seinen vier Söhnen. Diese gründeten 1911 mit der Sanitas AG eine später selbständige Verkaufsorganisation (heute ein Teil von Sanitas Troesch).
Merkers Nachlass befindet sich im Stadtarchiv Baden.